# Équipe cycliste Bertin
L'équipe cycliste Bertin est une équipe cycliste franco-belge, présente dans le peloton entre 1945 et 1966. L'équipe est sponsorisée par les Cycles Bertin et a notamment compté des coureurs tels Barry Hoban, Albert Sercu et Patrick Sercu.
En 1955 et 1956, il existe également une équipe belge nommée Bertin-Huret,.

## Histoire
L'équipe est sponsorisée par les Cycles Bertin, créés par le Français André Bertin, (1912-1994). Celui-ci est coureur professionnel de 1935 à 1937, coéquipier d'Antonin Magne. C'est également un coureur sur piste. C'est à Saint-Laurent-Blangy dans le Nord-Pas-de-Calais, qu'il établit une usine de bicyclettes en 1946 pour alimenter le marché français au sortir de la Seconde Guerre mondiale.
Dans les années 1950, elle est composée de grands coureurs belges, spécialiste des classiques. Roger Decock remporte notamment le Tour des Flandres 1952.
Bertin est également profondément impliqué dans la course amateur dans le Nord de la France et en Belgique. Son entreprise a parrainé des équipes amateurs et des coureurs tels que Barry Hoban, Albert Sercu et Patrick Sercu, qui ont fait leurs débuts grâce à Bertin. Pendant une longue période, les Cycles Bertin dirigent des équipes de développement régional composées de coureurs prometteurs, qui sont ensuite embauchés par les plus grandes équipes professionnelles nationales ou internationales du peloton.
Jusqu'en 1966, André Bertin est manager et sponsor de l'équipe professionnelle Bertin qui s'est alliée à divers co-sponsors tout au long de la vie de l'équipe. Ses équipes ont été parrainées de manière assez régulière pendant plusieurs années dans les années 1960 par Porter 39 une brasserie (plus tard absorbée par Heineken) ainsi que par sa société associée, Milremo. Vers 1957, il lance cette gamme de produits aux consonances italiennes. Son nom vient de la célèbre classique italienne MILan-san REMO. Le maillot de l'équipe est rouge, blanc et noir.
En 1964, Patrick Sercu est sponsorisé par Bertin-Porter 39. Il remporte cette année-là la médaille d'or du kilomètre aux Jeux olympiques de Tokyo, donnant à Bertin le droit de mettre des bandes de champion du monde sur leurs décalcomanies du tube de direction.
L'équipe disparaît en 1965, mais le sponsor Bertin continue à sponsoriser des coureurs indépendants jusqu'en 1966.

## Principales victoires
- Gand-Wevelgem : 1948 (Valère Ollivier)
- Circuit Het Volk : 1949 et 1950 (André Declerck)
- Grand Prix des Nations : 1950 (Maurice Blomme)
- Tour des Flandres : 1952 (Roger Decock)
- Grand Prix de l'Escaut : 1954 (Roger Decock)
- Grand Prix de Fourmies : 1955 (Pierre Pardoën) et 1959 (André Noyelle)
- Championnat de Zurich : 1957 (Hans Junkermann)
- Grand Prix de Denain : 1962 (Julien Schepens)
- Grand Prix de Plouay : 1963 (Fernand Picot)